# Kabinett Sarraut I

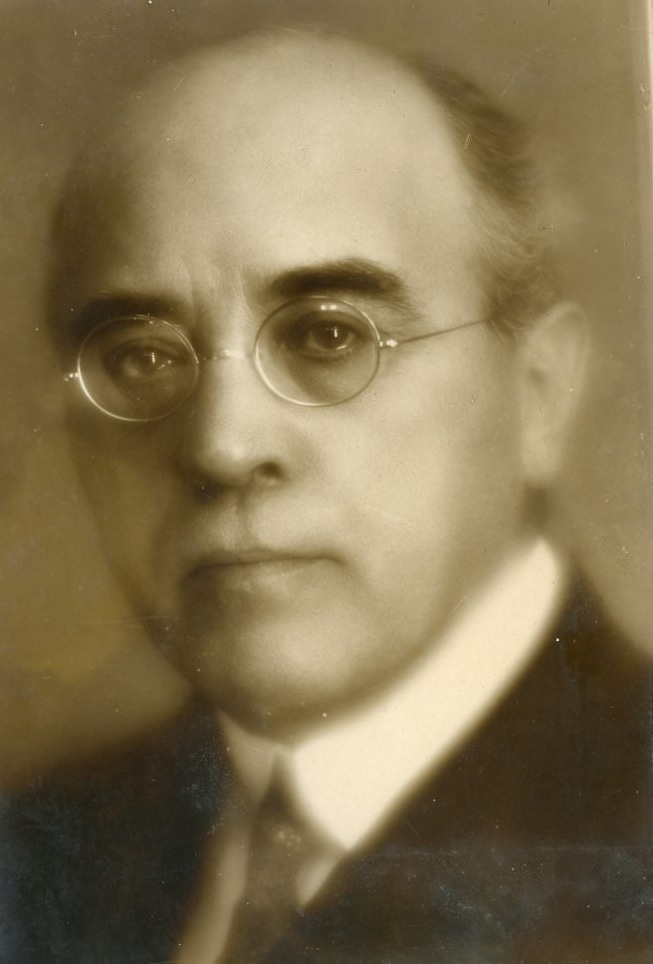
Albert Sarraut

Das erste Kabinett Sarraut war eine Regierung der Dritten Französischen Republik. Es wurde am 26. Oktober 1933 von Premierminister (Président du Conseil) Albert Sarraut gebildet und löste das Kabinett Daladier I ab. Es blieb bis zum 24. November 1933 im Amt und wurde vom Kabinett Chautemps II abgelöst.
Dem Kabinett gehörten Vertreter folgender Parteien an: Alliance démocratique (AD), Radicaux indépendants (RI), Parti républicain, radical et radical-socialiste (PRRRS), Parti républicain-socialiste (PRS) und Parti socialiste français (PSF).

## Kabinett
Diese Minister bildeten das Kabinett:
- Premierminister: Albert Sarraut (PRRRS)
- Vizepremier: Albert Dalimier (PRRRS)
- Minister für die Marine: Albert Sarraut
- Kriegsminister: Édouard Daladier (PRRRS)
- Außenminister: Joseph Paul-Boncour (PRS)
- Bildungsminister: Anatole de Monzie (PSF)
- Minister des Inneren: Camille Chautemps (PRRRS)
- Justizminister: Albert Dalimier
- Landwirtschaftsminister: Henri Queuille (PRRRS)
- Finanzminister: Georges Bonnet (PRRRS)
- Minister für öffentliche Arbeiten: Joseph Paganon[1] (PRRRS)
- Minister für Kolonien: François Piétri (AD)
- Minister für Arbeit und Sozialversicherung: Eugène Frot (PRS)
- Minister für Handel und Industrie: Laurent Eynac (RI)
- Minister für den Haushalt: Abel Gardey[2] (PRRRS)
- Minister für Post, Telegraphie und Telefonie: Jean Mistler (PRRRS)
- Minister für öffentliche Gesundheit: Émile Lisbonne[3] (PRRRS)
- Minister für Renten: Hippolyte Ducos[4] (PRRRS)
- Minister für Luftfahrt: Pierre Cot (PRRRS)
- Minister für die Handelsmarine: Jacques Stern (AD)

### Unterstaatssekretäre
Dem Kabinett gehörten folgende Sous-secrétaires d’État an:
- Premierminister und Marineministerium; zuständig Premierminister: André Marie (PRRRS)
- Premierminister und Marineministerium; zuständig für Nationalökonomie: Maxence Bibié[5] (PSF)
- Außenministerium: François de Tessan[6] (PRRRS)
- Bildungsministerium; zuständig für technische Ausbildung: Philippe Marcombes[7] (PRRRS)
- Bildungsministerium; zuständig für Sportunterricht: Victor Pierre Le Gorgeu (PRRRS)
- Kriegsministerium: Guy La Chambre[8]
- Luftfahrtministerium: Charles Delesalle[9] (RI)
- Kolonialministerium: Auguste Brunet[10] (PRRRS)

## Historische Einordnung
Sarraut war bestrebt, die wirtschaftlichen Probleme des Landes grundsätzlich zu lösen, doch es gelang ihm nicht, seine Regierung auf ein Programm festzulegen, das Frankreich wieder zu einem ausgeglichenen Haushalt führen sollte. Dies führte zu seinem Rücktritt.